# Bisílabo
El bisílabo es un verso de arte menor, de dos sílabas. Se utiliza muy poco, generalmente en combinación con el trisílabo y dentro de composiciones polimétricas. 

## Historia
El verso hace su aparición en la lírica romántica, dentro de obras que experimentan con los diversos tipos de verso, como El estudiante de Salamanca de José de Espronceda. Gertrudis Gómez de Avellaneda escribió un poema en este metro, «Noche de insomnio y el alba»: Noche / triste / viste / ya / aire, / cielo, / suelo, / mar. 
En el siglo XX, lo ha utilizado José Hierro en un sonetillo: Di / fe / de / mí, // y / sé / que / fui. // No / sé / hoy /// lo / que / soy.